# Captree
Captree es un lugar designado por el censo ubicado en el condado de Suffolk en el estado estadounidense de Nueva York. En el Censo de 2020 tenía una población de 48 habitantes y una densidad poblacional de 6,63 habitantes por km². Fue incluido como CDP en el censo de 2020.

## Geografía
Captree se encuentra ubicado en las coordenadas 40°38′24″N 73°15′29″O / 40.64000, -73.25806. Según la Oficina del Censo de los Estados Unidos,  tiene una superficie total de 7,24 km², de la cual 4,19 km² corresponden a tierra firme y 3,05 km² a agua.